# Karel Petrů
Karel Petrů (Březové Hory, Imperio austrohúngaro, 24 de enero de 1891-30 de noviembre de 1948) fue un periodista, escritor y entrenador de fútbol checoslovaco. Fue subcampeón de la Copa del Mundo de 1934 dirigiendo a la selección checoslovaca.

## Equipos
| Equipo             | País           | Año       |
| ------------------ | -------------- | --------- |
| Selección nacional | Checoslovaquia | 1931      |
| Selección nacional | Checoslovaquia | 1932      |
| Selección nacional | Checoslovaquia | 1933      |
| Selección nacional | Checoslovaquia | 1933-1934 |